# Urocotyledon wolterstorffi
Urocotyledon wolterstorffi là một loài thằn lằn trong họ Gekkonidae. Loài này được Tornier mô tả khoa học đầu tiên năm 1900.